# كفر الشيخ (مدينة)
كفر الشيخ مدينة مصرية، عاصمة محافظة كفر الشيخ، والمدينة عاصمة مركز كفر الشيخ.

## تاريخ
عرفت قديماً بقرية دنقيون. وجاء اسم كفر الشيخ نسبةً إلى شيخ سكنها منذ ما يقارب الالف عام. بنا فيها الملك فؤاد الأول قصره وسماها الفؤادية، نسبةً إلى اسمه. وعند قيام ثورة يوليو سنة 1952 أرجع إليها مجلس قيادة الثورة إليها اسمها القديم. وتحتل مدينة كفر الشيخ المرتبة الرابعة في ترتيب مدن دلتا النيل بعد المحلة الكبرى، المنصورة وطنطا. وفي سنة 2006 اُصْدِرَ قراراً جمهورياً بتأسيس جامعة كفر الشيخ وفصل إدارة فرع كفر الشيخ عن جامعة طنطا.

## أصل التسمية
في العربية كلمة كفّر تعني القَرْيَةُ. "ولهذا قالوا: كَفْرُ تُوثا، وكَفْرُ تِعْقابٍ وغير ذلك، وإنما هي قرًى نسبت إلى رجالٍ". وتطلق كفر على القرية الصغيرة الدائرية. وعندما أتى الشيخ طلحة التلمساني الذي يمتد نسبه إلى الإمام الحسين بن على إليها قادماً من بلاد المغرب. استقر في القرية الصغيرة التي كانت تدعى آنذاك دنيقون سنة 600 هـ. وعاش بها 31 سنة وعندما توفي سنة 631 هـ دفن بها. ولاعتقاد سكان تلك المنطقة «بركته» أسس له أهل تلك القرية الصغيرة «ضريحا» ومنذ ذلك الوقت، اشترهت قرية دنيقون بكفرالشيخ طلحة. وفي عصر الملك فؤاد الأول ملك مصر، أقام الملك بها قصراً له كنوع من أنواع الاستجمام باعتبارها بعيدة عن المدن. وسماها الفؤادية، واستمرت على تلك التسمية طوال فترة حكم ولده، الملك فاروق الأول. وعند قيام الثورة. قررت قيادة الثورة إرجاع اسم كفر الشيخ إلى المدينة، من دون «طلحة» كنوع من أنواع الاختصار والدلالة على كثرة الأضرحة الصوفية بالمدينة ولإيمان الأهالي ببركتهم حسب الثقافة الشائعة.

## السكان
بلغ عدد سكان مدينة كفر الشيخ في التعداد الذي أقامه الجهاز المركزي للتعبئة العامة والإحصاء، 147,393 مواطنا متوزعين في 3740624 بمعدل 4 افراد لكل أسُرة. وكانت الزيادة لجنس الإناث بواقع 2% عن الذكور. حيث بلغ عدد الإناث 1826454 وعدد الذكور 1914170. ترتبط المدينة بشبكة طرق معقده، تنتشر بها شوارع رئيسية يكثر بها النشاط التجاري بشكل خاص.
الأحياء في كفر الشيخ تكون إما أحياء مقسمة تقسيماً نظامياً للشوارع، وهو الشكل السائد في المدينة أو أحياء عشوائية ترتبط بشبكة من الطرق المعقده، ولم يتبقى منها إلا عدد قليل.

### المساجد
- جامع طلحة التلمساني.
- جامع أباظة.
- جامع الملك.
- جامع ابن تيمية.
- جامع الإسراء.
- جامع عباد الرحمن.
- جامع الفلاحين.
- جامع الفتح (الاستاد).
- جامع الخياط.
- جامع أبو العزائم.
- جامع سيدي قطب.
- جامع الشيخة زهرة قبطان
- جامع الرحمة.
- جامع الحساينة.

### الكنائس والأديرة
- كنيسة القديسة العذراء مريم بسخا.
- الكنيسة الانجيلية.
- كنيسه القديسة دميانه والأربعين عذراء.
- كنيسة القديس مارجرجس.

## الجغرافيا

### الموقع
تقع مدينة كفر الشيخ، في جنوب مركز كفر الشيخ، الذي يقع أيضاً في جنوب محافظة كفر الشيخ، المشهورة بالزراعة وخصوصاً الأرز. في الجنوب، توجد ضاحية سخا التي ومع التوسع العمراني أصبحت قريبة جداً من المدينة. أما في الشرق، فتلاصق قريتى القنطرة البيضاء والصوالحة المدينة، ويفصل بينهم مجرى مائي صغير يسمى ترعة ميت يزيد. أما عن جهتي الشمال والغرب، فيوجد اراضي زراعية محمية بموجب قانون حماية الأراضي الخضراء.
تبعد مدينة كفر الشيخ 35 كم عن شمالي مدينة طنطا، والتي تقع في محافظة الغربية.

### المناخ
| البيانات المناخية لـكفر الشيخ | البيانات المناخية لـكفر الشيخ | البيانات المناخية لـكفر الشيخ | البيانات المناخية لـكفر الشيخ | البيانات المناخية لـكفر الشيخ | البيانات المناخية لـكفر الشيخ | البيانات المناخية لـكفر الشيخ | البيانات المناخية لـكفر الشيخ | البيانات المناخية لـكفر الشيخ | البيانات المناخية لـكفر الشيخ | البيانات المناخية لـكفر الشيخ | البيانات المناخية لـكفر الشيخ | البيانات المناخية لـكفر الشيخ | البيانات المناخية لـكفر الشيخ |
| الشهر                         | يناير                         | فبراير                        | مارس                          | أبريل                         | مايو                          | يونيو                         | يوليو                         | أغسطس                         | سبتمبر                        | أكتوبر                        | نوفمبر                        | ديسمبر                        | المعدل السنوي                 |
| ----------------------------- | ----------------------------- | ----------------------------- | ----------------------------- | ----------------------------- | ----------------------------- | ----------------------------- | ----------------------------- | ----------------------------- | ----------------------------- | ----------------------------- | ----------------------------- | ----------------------------- | ----------------------------- |
| متوسط درجة الحرارة الكبرى °ف  | 66                            | 64                            | 68                            | 73                            | 79                            | 82                            | 86                            | 88                            | 86                            | 81                            | 75                            | 68                            | 76                            |
| متوسط درجة الحرارة الصغرى °ف  | 52                            | 52                            | 54                            | 59                            | 64                            | 70                            | 75                            | 75                            | 72                            | 68                            | 61                            | 54                            | 63                            |
| الهطول إنش                    | 1.68                          | 1.74                          | 0.68                          | 0.15                          | 0                             | 0                             | 0                             | 0                             | 0.00                          | 0.29                          | 0.69                          | 1.31                          | 6.54                          |
| متوسط درجة الحرارة الكبرى °م  | 19                            | 18                            | 20                            | 23                            | 26                            | 28                            | 30                            | 31                            | 30                            | 27                            | 24                            | 20                            | 25                            |
| متوسط درجة الحرارة الصغرى °م  | 11                            | 11                            | 12                            | 15                            | 18                            | 21                            | 24                            | 24                            | 22                            | 20                            | 16                            | 12                            | 17                            |
| الهطول سم                     | 4.26                          | 4.42                          | 1.73                          | 0.37                          | 0                             | 0                             | 0                             | 0                             | 0.01                          | 0.73                          | 1.75                          | 3.32                          | 16.59                         |
| المصدر: قناة الطقس            |                               |                               |                               |                               |                               |                               |                               |                               |                               |                               |                               |                               |                               |

## معرض الصور

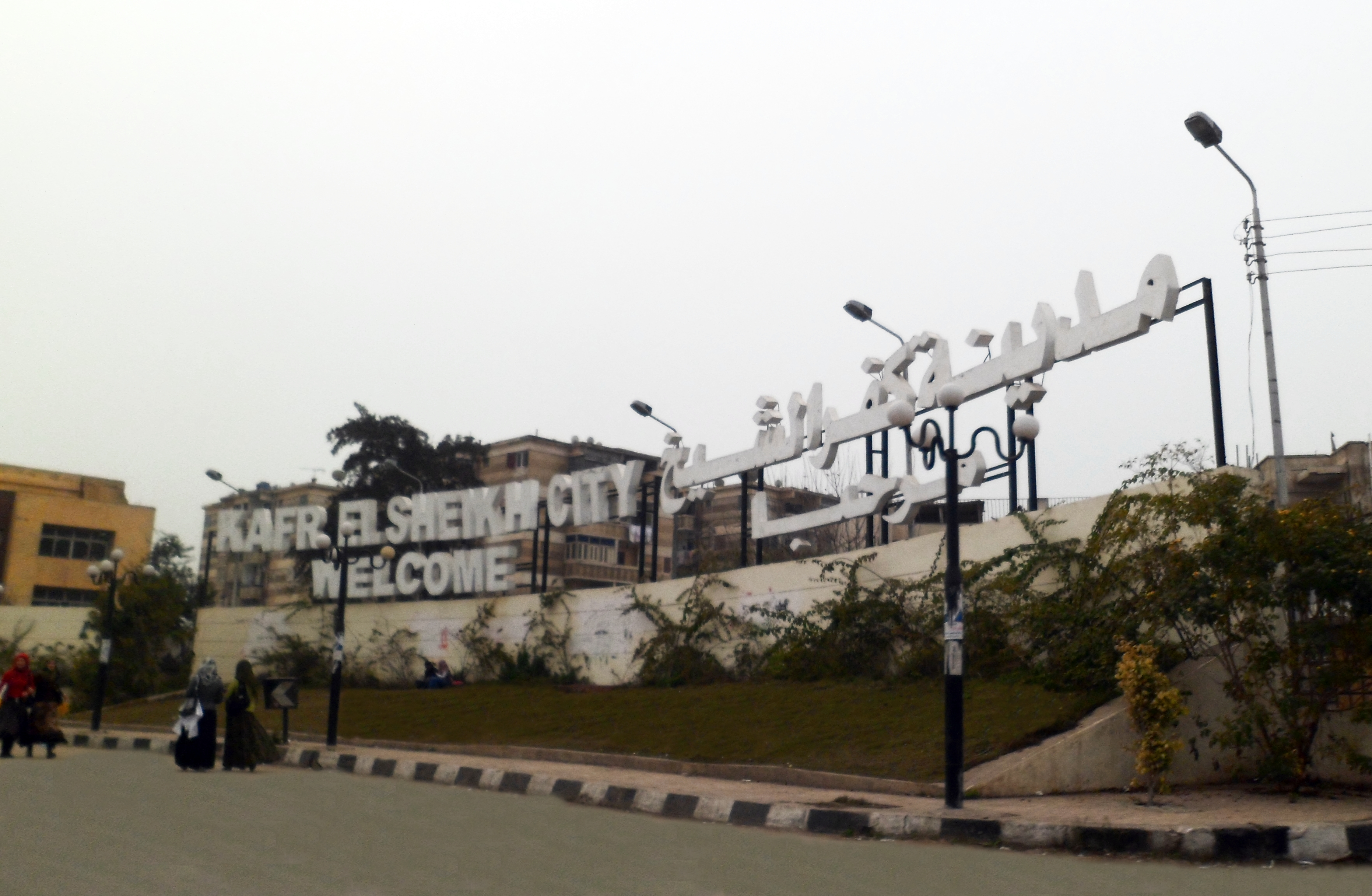
لافتة ترحيبية لمدينة كفر الشيخ.
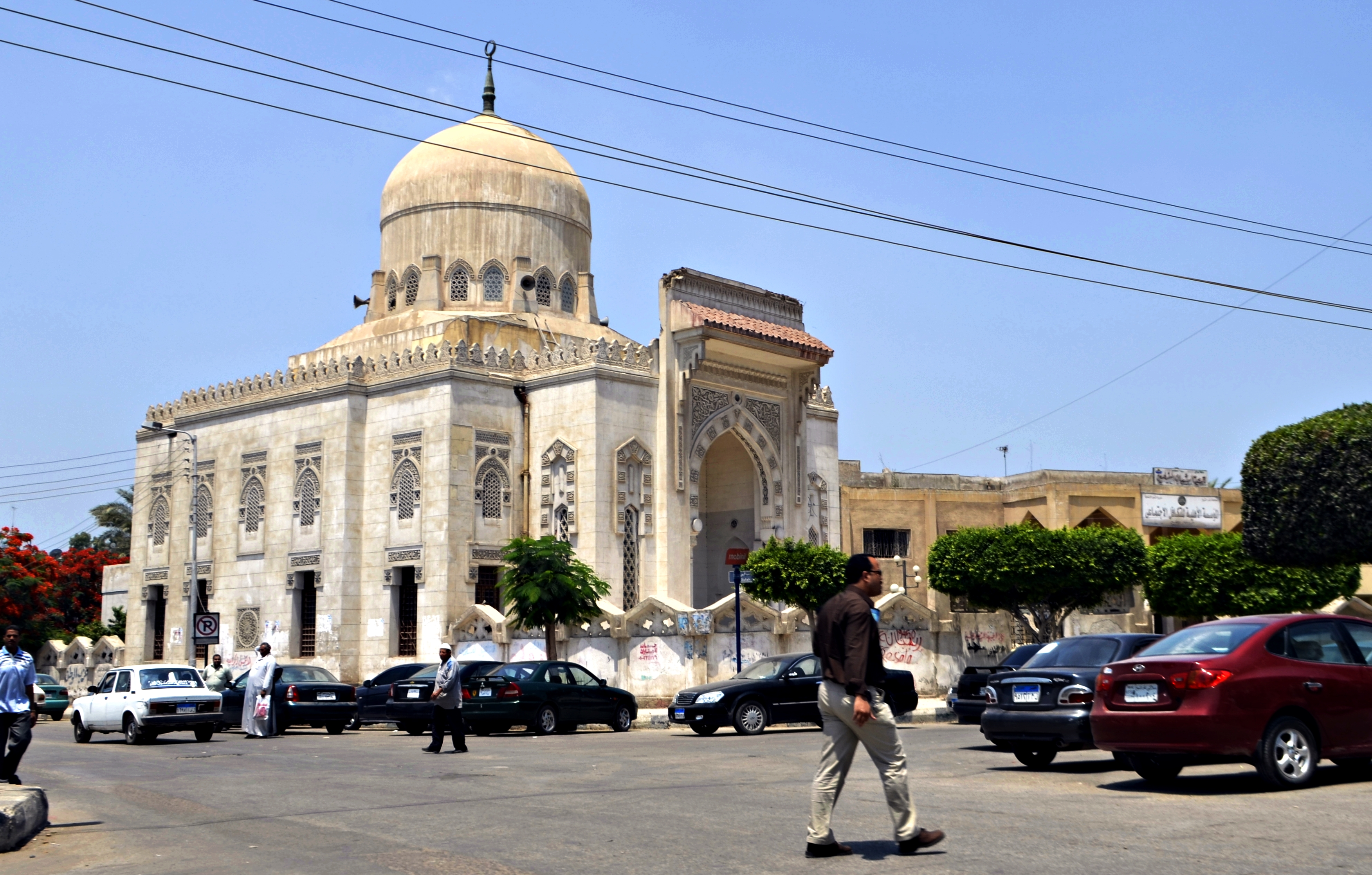
أحد مساجد المدينة.
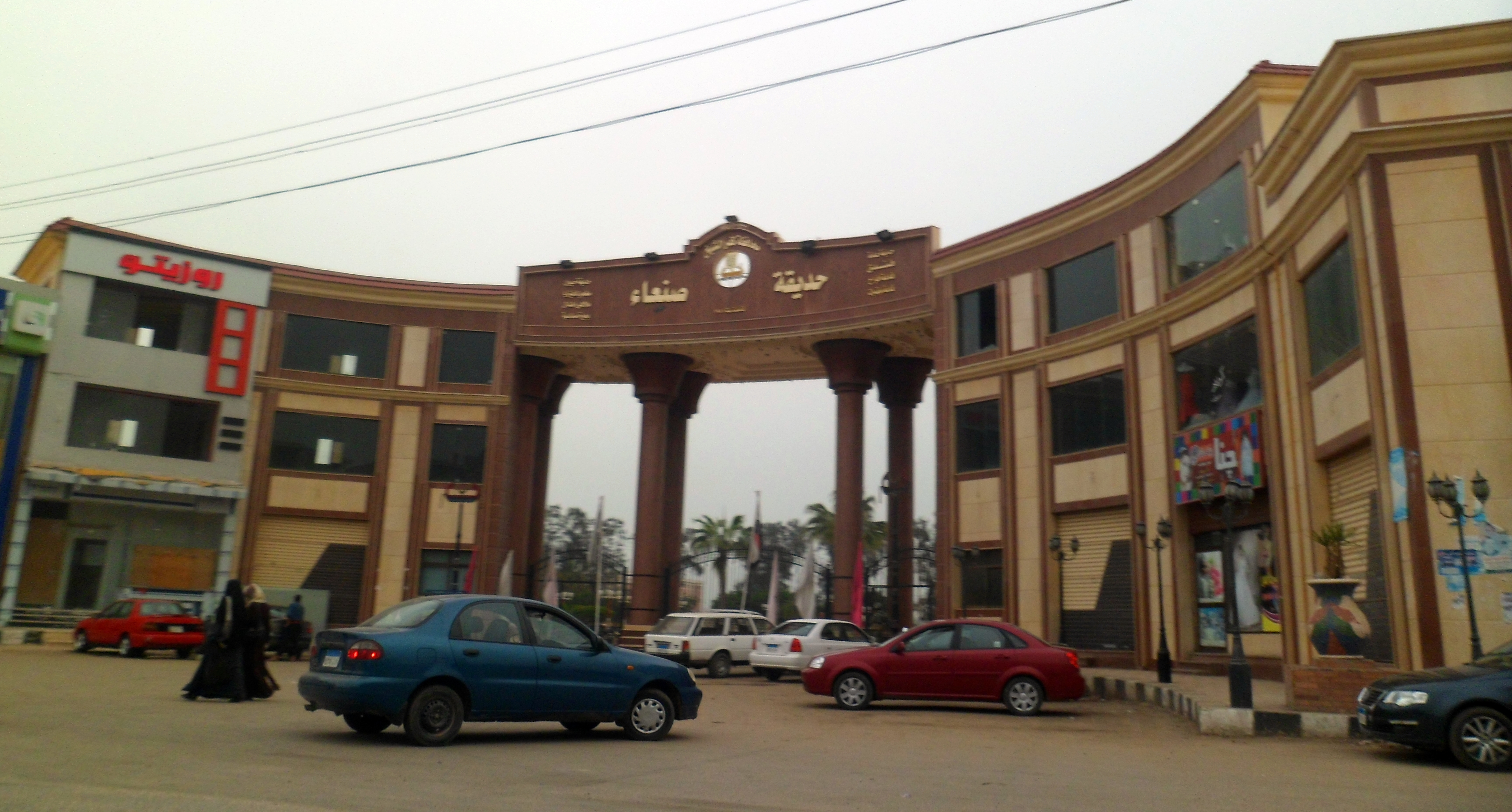
بوابة حديقة صنعاء، أشهر حدائق المدينة.
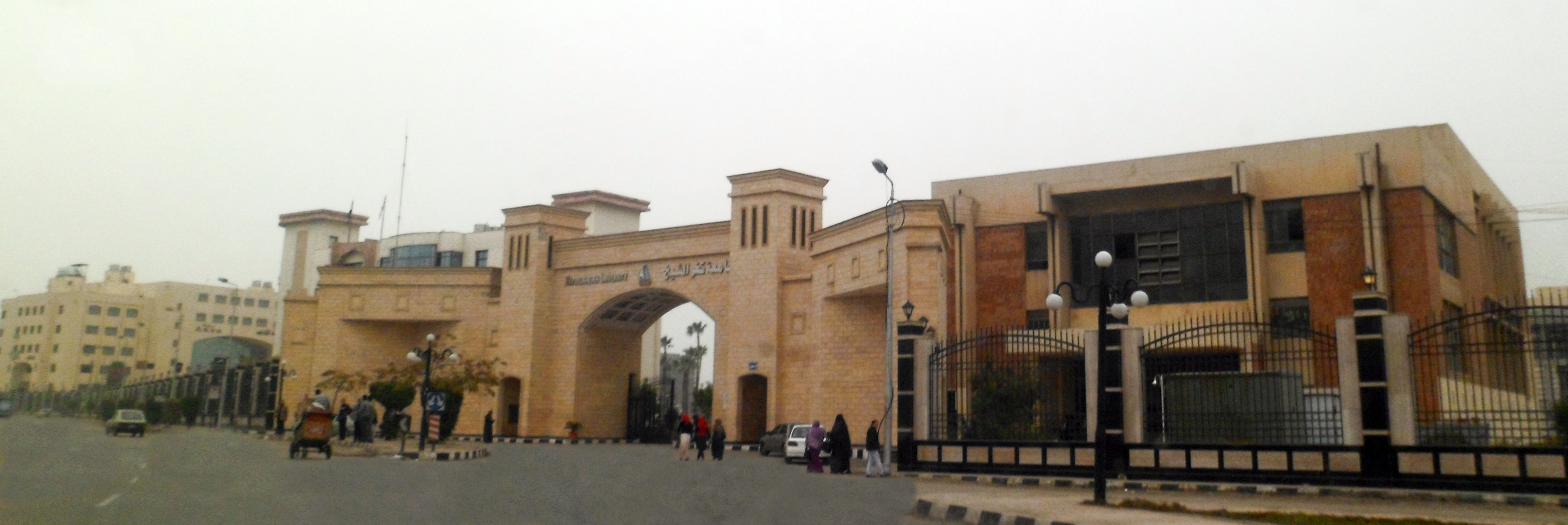
جامعة كفر الشيخ.
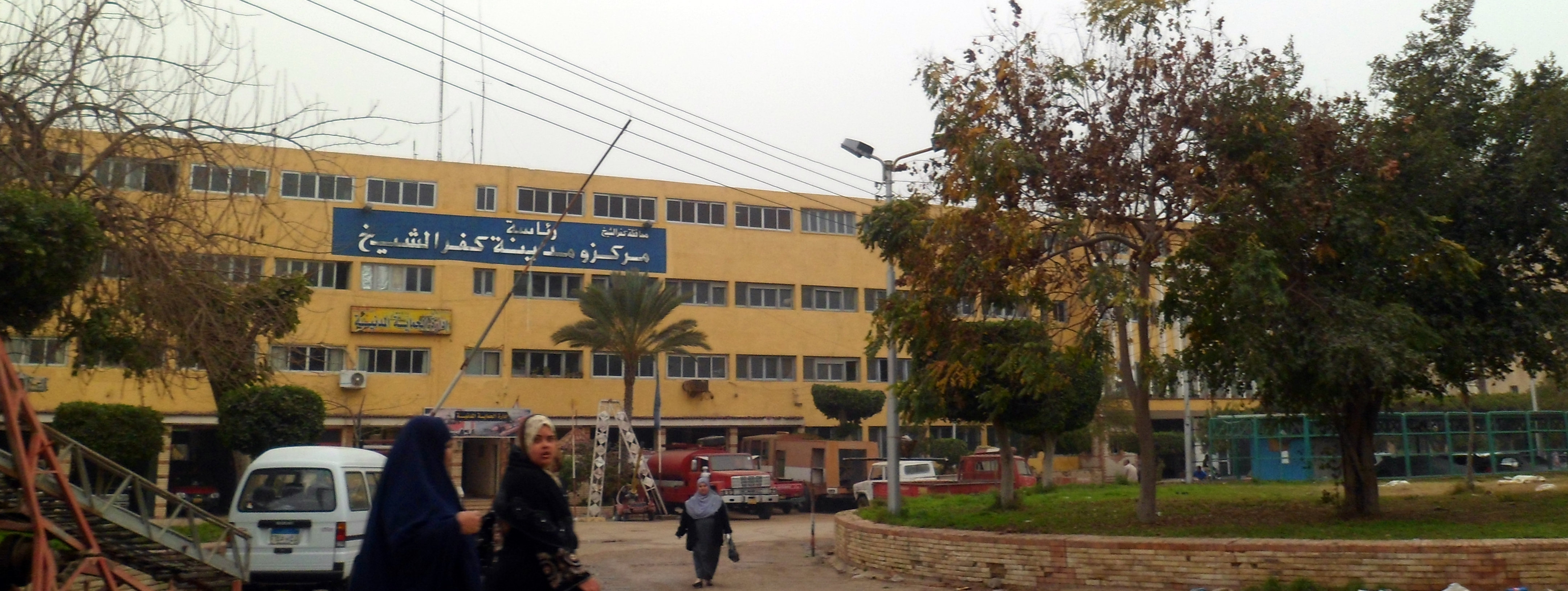
مبنى رئاسة مركز ومدينة كفر الشيخ.
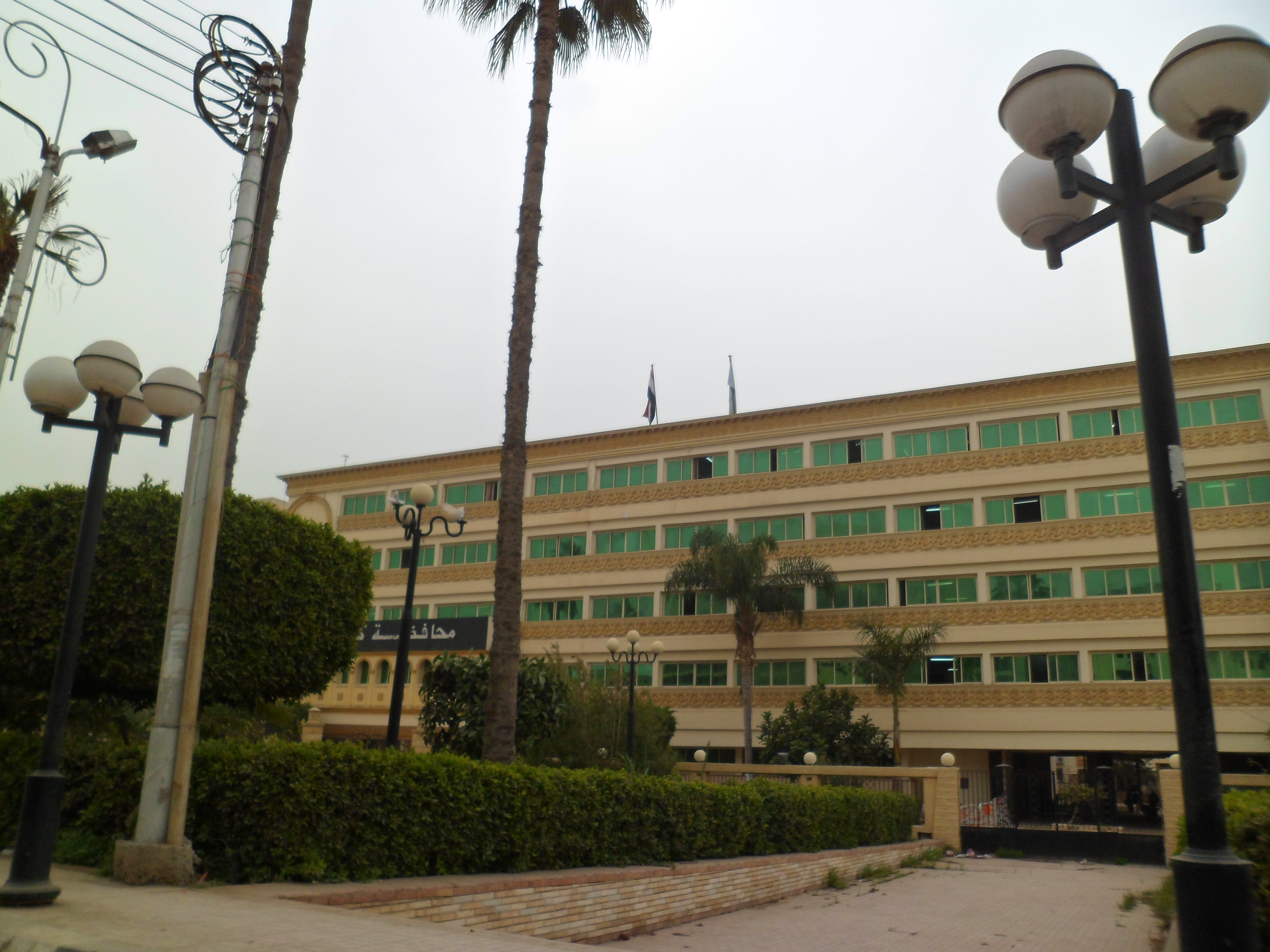
مبنى ديوان عام محافظة كفر الشيخ.
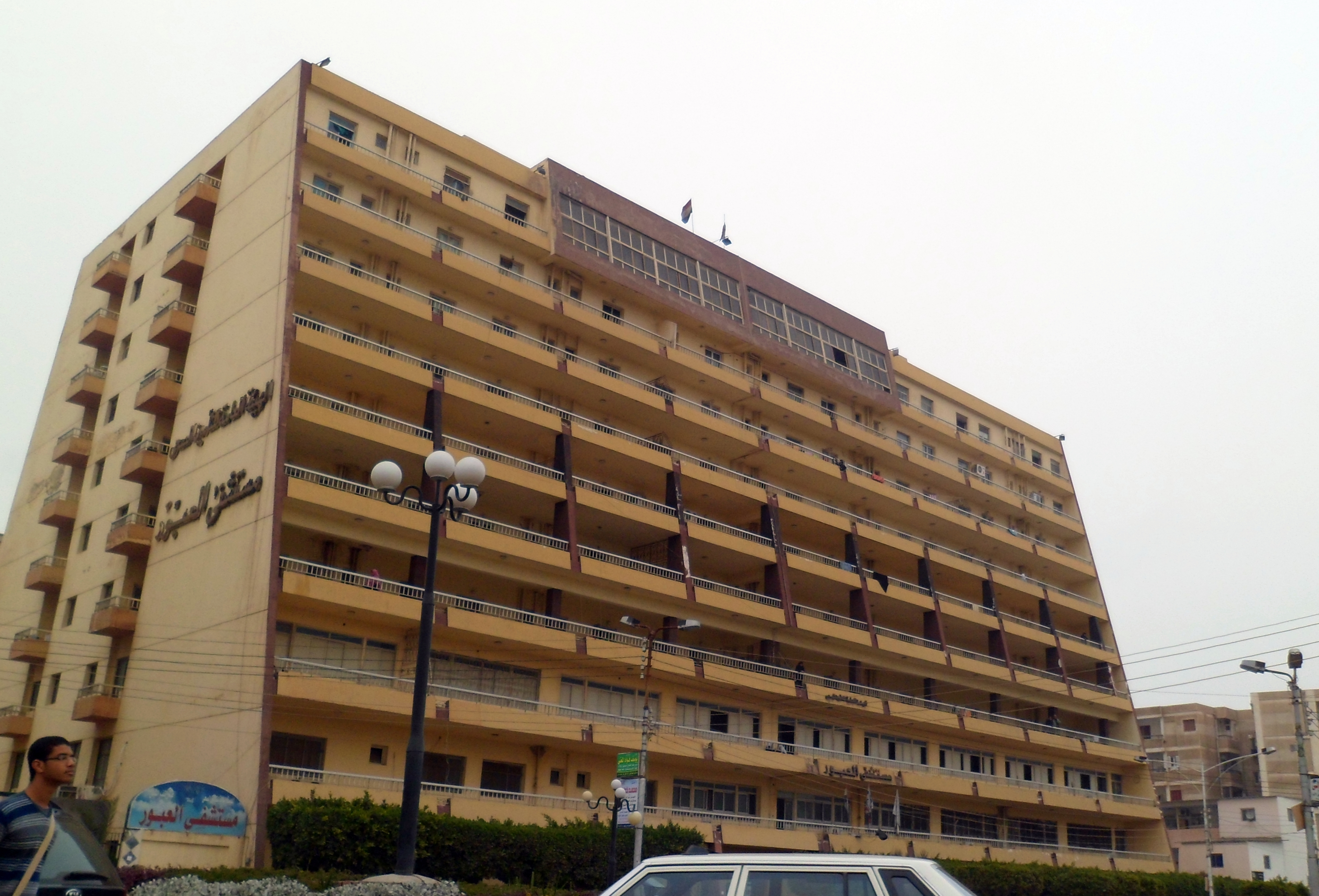
مستشفى العبور.